# Bert Bolin
Bert Rickard Johannes Bolin (15. května 1925 Nyköping – 30. prosince 2015 Österåker) byl švédský meteorolog, který jako jeden z prvních vědců prosazoval výzkum vlivu lidské činnosti na podnebí.
V roce 1946 vystudoval filozofii na Uppsalské univerzitě. Pak odešel na Stockholmskou univerzitu, kde se zaměřil na meteorologii. Byl žákem Carla-Gustava Rossbyho, v roce 1956 získal doktorát a v roce 1961 profesuru. Působil také na Institute for Advanced Study v Princetonu, kde spolupracoval s Johnem von Neumannem a zabýval se využitím počítače ENIAC pro předpověď počasí. Byl průkopníkem meteorologických družic a pracoval v Evropské kosmické agentuře. Řídil výzkum nočních svítících oblaků, který probíhal na raketové základně v Kronogårdu, studoval také problematiku kyselých dešťů. Pedagogické činnosti se věnoval do roku 1990.
Bolin se účastnil Světového klimatického výzkumného programu a podílel se na sestavení zprávy Naše společná budoucnost. V roce 1988 se stal prvním předsedou Mezivládního panelu pro změnu klimatu a tuto funkci zastával do roku 2007. Byla mu udělena Tylerova cena, cena Světové meteorologické organizace a Cena Modré planety, stal se zahraničním členem Národní akademie věd Spojených států amerických i Ruské akademie věd. V roce 1992 byl jedním ze signatářů Varování vědců lidstvu. V době jeho předsednictví získal Mezivládní panel pro změnu klimatu Nobelovu cenu za mír.
Jeho manželkou byla Ulla Frykstrandová, dcera malířky Kerstin Frykstrandové. Měli tři děti. Žil v Österåkeru nedaleko Stockholmu a o dovolené jezdil na ostrov Öland, kde je po něm pojmenována naučná turistická stezka Bolinleden.